# 토치타워
토치타워(일본어: トーチタワー)는 일본 도쿄도에 계획 중인 빌딩이다.

## 같이 보기
- 일본의 마천루 목록
- 도쿄도의 마천루 목록